# Ferdinand Büchler
Ferdinand Büchler (* 27. Oktober 1853 in Eschlikon; † 1. Juni 1935 in Herisau; heimatberechtigt in Eschlikon) war ein Schweizer Kaufmann, Gemeindepräsident, Kantonsrat und Regierungsrat aus dem Kanton Appenzell Ausserrhoden.

## Leben
Ferdinand Büchler war ein Sohn von Ferdinand Büchler und Angelika Gutersohn. Er heiratete Maria Schoch.
Nach der Ausbildung zum Kaufmann war er ab 1877 Inhaber der Drogerie zur Tanne in Herisau.
Von 1895 bis 1900 sass er im Gemeinderat von Herisau. Ab 1907 bis 1909 war er Bezirksgerichtspräsident des Bezirks Hinterland. Von 1919 bis 1923 amtierte er als Gemeindehauptmann. Ab 1903 bis 1909 und von 1919 bis 1927 sass er im Ausserrhoder Kantonsrat. Ab 1909 bis 1919 versah er das Amt des Regierungsrats. Als Kantonalbankpräsident von 1910 bis 1913 realisierte er das Staats- und Bankgebäude am Herisauer Obstmarkt. Von 1922 bis 1929 war er Mitglied des Kirchenrats. In den Jahren 1928 bis 1929 amtierte er als Synodalpräsident.